# Hans Günzler
Hans Günzler (geboren am 21. Mai 1930 in Fürth/Bayern) ist ein deutscher Mathematiker und Hochschullehrer.

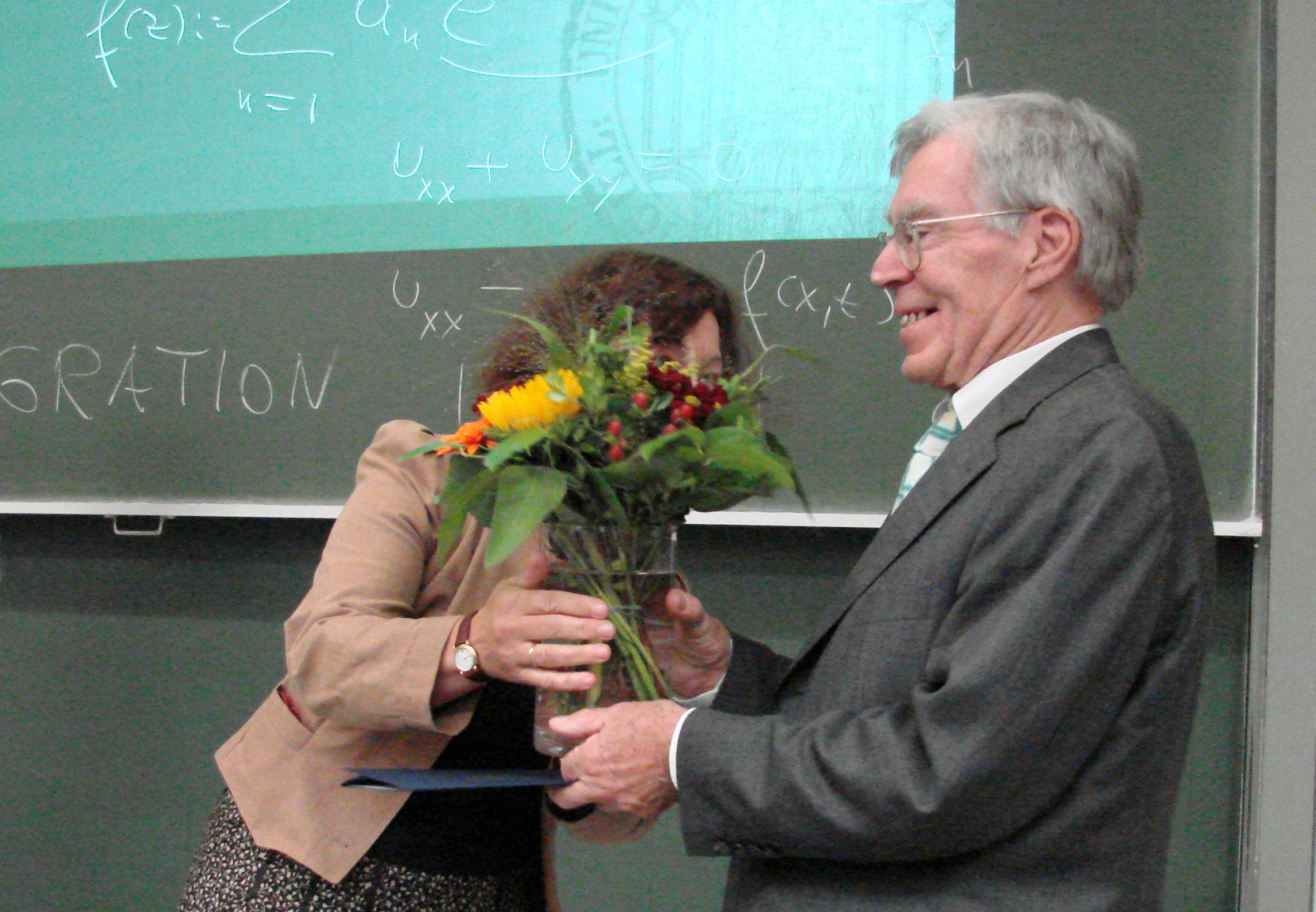
Hans Günzler bei der Feier zur goldenen Promotion

## Leben
Hans Günzler studierte von 1949 bis 1953 Mathematik und Physik an der Universität München. 1953 absolvierte er das Staatsexamen in Mathematik und Physik. Nach der Referendarzeit schloss er 1955 die Pädagogische Prüfung für das Lehramt an Höheren Schulen ab.
Von 1954 bis 1958 war er Assistent am Institut für Geometrie der Technischen Hochschule München bei Löbell.
1957 erfolgte die Promotion an der Universität München bei Wilhelm Maak mit der Arbeit Hyperbolische Differentialgleichungen und Klassen fast periodischer Funktionen.
1958 zog er nach Göttingen und war dort Assistent am Mathematischen Institut der Universität Göttingen bei Wilhelm Maak. 1962 habilitierte er sich mit dem Thema Verallgemeinerte Fourierreihen. Seit 1962 war er Universitätsdozent, von 1969 bis 1971 Wissenschaftlicher Rat an der Universität Göttingen.
1971 nahm Hans Günzler einen Ruf nach Kiel an und wurde dort Professor für Mathematik an der Christian-Albrechts-Universität zu Kiel. Als Geschäftsführender Direktor war er am Institut für Mathematik an der Universität Kiel von 1974–1977 und 1982–1984 tätig. Die Emeritierung erfolgte im September 1995.
Zur Feier der Goldenen Promotion wurde er am 18. Juli 2008 an die Technische Universität München eingeladen.

## Gastprofessuren
Bei der Teilnahme an mathematischen Kongressen und Tagungen knüpfte Hans Günzler internationale Kontakte und Freundschaften zu Mathematikern, mit denen er zusammen arbeitete. Daraus ergaben sich auch mehrere Auslandsaufenthalte.
- 1964 Technische Hochschule Mailand, Italien
- 1966 University of Colorado in Boulder, USA auf Einladung von Wolfgang Thron[4]
- 1968/1969 University of Florida, Gainesville, USA
- 1972 Technische Universität Mailand, Italien
- 1980 Universität Cairo, Ägypten
- 1988 und 1989 Universität Granada, Spanien

## Privates
Hans Günzler wurde als erstes von drei Geschwistern geboren. Mit den Geschwistern und Eltern Lore und Hans Günzler wuchs er in Regensburg auf. Sein Abitur legte er am Neuen Gymnasium Regensburg ab.
Er wohnt mit Ehefrau Gerlinde bei Kiel. Er hat zwei  Töchter.

## Veröffentlichungen
- Mathematische Artikel[5] sowie Reviewer für mathematische Zeitschriften.
- Integration, Bibliographisches Institut, 1985, ISBN 3-411-03101-8.